# Samaš (Čečensko)
Samaš (čečensky Саьмаӏаш, rusky Самашки, Samaški) je sídlo v okresu Ačchoj-Martan v západní části Čečenska.

## Historie

### Masakr v Samaški
Dne 7. dubna 1995 zde došlo k masakru známému jako Masakr v Samaški, kdy přes 3000 ruských vojáků polévalo domy benzínem a zapalovalo je. Oběti byli znásilňovány, stříleny a upalovány. O život tak přišlo nejméně 100 až 300 civilistů.

### Masové útoky na civilisty 1995 - 1996
V březnu 1996 došlo k dalšímu útoku na město ve formě masového útoku se zjevnou bezohledností vůči civilnímu obyvatelstvu. Podle Human Rights Watch ruská vojska používala civilisty jako živé štíty na obrněných transportérech. Zprávy uvádí, že na 500 civilistů bylo zabito v důsledku útoků ruských vojsk v období dubna 1995 až března 1996.

### Další útok v říjnu 1999
K devastujícímu dělostřeleckému a raketovému útoku na Samaš došlo v říjnu 1999 na počátku druhé čečenské války, a to navzdory tomu, že Samaš byl demiltarizován. Podle Human Rights Watch byly jen dne 27. října 1999 zabity nebo zraněny desítky obyvatel.
Zatímco velitel Severokavkazského vojenského okruhu (rusky Северо-Кавказский военный округ) tvrdil, že v Samaši jsou pouze "banditi a teroristi", zpráva pro Parlament Spojeného království uvádí, že došlo k zabíjení civilistů ze msty za to, že v Samaši utrpěla ruská vojska velké ztráty za první čečenské války.
Ruská armáda informovala o další rozsáhlé vojenské operaci v květnu 2000.

## Doprava
Městem prochází železniční trať z Nazraně do Grozného. Silnice Rostov–Baku, která spojuje Nazraň, Groznyj a Gudermes vede 4 km jižně od města.